# Riblje oko
Riblje oko (en serbocroat: Ull de peix) és un curtmetratge d'animació del 1980 de Joško Marušić per a Zagreb Film. La pel·lícula forma part de la Col·lecció Nacional de Cinema, conservada pels Arxius Estatals de Croàcia.

## Sinopsi i desenvolupament
Ull de peix representa un revés natural en què monstres semblants a peixos envaeixen un poble costaner, capturant i matant tots els habitants mitjançant garrotades o mutilacions. TLes imatges s'executen amb una qualitat semblant a la xilografia, amb una partitura d'Ivica Simović que utilitza una tècnica de dotze tons que consisteix en set violoncels.

## Recepció
Stanislav Matacic, escrivint per a International Psychoanalytical Association, la descriu com una pel·lícula de terror que utilitza un estil artístic únic i una banda sonora semblant a Hitchcock, elogiant-la com una obra d'art atemporal. Dan Piepenbring, escrivint per The Paris Review, el va descriure com una combinació inspiradora de macabre i mundà.Va guanyar el premi a la millor direcció de curtmetratge al XIII Festival Internacional de Cinema Fantàstic i de Terror el 1980.